# Deniz Koyu
Deniz Koyu, pseudonimo di Deniz Akçakoyunlu (Bochum, 29 aprile 1985), è un disc jockey e produttore discografico tedesco con origini turche.

## Carriera

### Classifica DJ Mag
Classifica annuale stilata dalla prestigiosa rivista DJ Magazine
- 2017: #135[1]
- 2018: –
- 2019: –
- 2020: #72
- 2021: #71

## Discografia

### Singoli
- 2007: Taste Me
- 2007: Smash Up
- 2009: The Young Ones
- 2009: Feel This (feat. Martin Sola)
- 2010: What We Are
- 2010: Grunge
- 2010: Magnitude
- 2010: Times Of Our Lives (feat. Shena)
- 2010: Lose Control (feat. Jason Caesar)
- 2010: Milton & The Nodheads
- 2011: Hydra
- 2011: Hertz
- 2011: Tung!
- 2012: Turn It (con Fedde Le Grand feat. Johan Wedel)
- 2012: Follow You (feat. Wynter Gordon)
- 2012: Bong
- 2013: Rage
- 2013: Halo (con Dirty South)
- 2014: Ruby
- 2014: Goin' Down (vs. twoloud)
- 2014: To The Sun
- 2015: Lift (con Don Palm)
- 2015: Sonic
- 2015: The Way Out (feat. Amba Shepherd)
- 2015: Never Alone (con Thomas Gold)
- 2016: Don't Wait (feat. Example)
- 2016: Roads (vs Dimitri Vegas & Like Mike)
- 2017: A Way Home (con Don Palm)
- 2018: 15 Sleeps (feat. RuthAnne)
- 2018: Trippy (con The Cliqque)
- 2018: Atlantis
- 2018: Paradise (con Nicky Romero feat. Walk off the Earth)
- 2019: Eclipse
- 2019: Automatic
- 2019: Lost Soul
- 2019: Enemy (con Ralph Felix feat. Mph)
- 2020: Feel It (con Magnificence)
- 2020: Destiny (con Nicky Romero feat. Alexander Tidebrink)
- 2020: Go
- 2020: Next To You
- 2020: Without You (feat. Jess Ball)
- 2020: Flavours (con No Signe)

### Remix
- 2007: Kid Chris – South Beach (Micha Moor & Deniz Koyu Remix)
- 2007: Yanou – A Girl Like You (Deniz Koyu Remix)
- 2007: Jay North feat. Charles Thambi – Drifting (Deniz Koyu Mix)
- 2007: Atrocite feat. Mque – Only You (Deniz Koyu Mix)
- 2007: EmSlice e Denga – So Sexy (Deniz Koyu Remix)
- 2008: Capilari e Salvavida – Oye Como Va (Micha Moor & Deniz Koyu Remix)
- 2008: Guru Da Beat e Tres Amici – One Love (Deniz Koyu Remix)
- 2008: Yvan e Dan Daniel – In Heaven (Join Me) (Deniz Koyu Remix)
- 2008: Atrocite – Temptations (Deniz Koyu Remix)
- 2008: Horny United vs. DJ Sign – Oohhh (Deniz Koyu Remix)
- 2009: Niels Van Gogh – Dreamer (Deniz Koyu & Micha Moor Remix)
- 2010: Dave Darrell – I Just Wanna Live (Deniz Koyu Remix)
- 2010: Yenson – My Feeling (Deniz Koyu Remix)
- 2010: John Dahlbäck – Back To The Dancefloor (Deniz Koyu Remix)
- 2010: Hype Jones & Alex Sayz – Never Give Up (Deniz Koyu Remix)
- 2010: Timofey e Bartosz Brenes vs. Terri B! – Heaven (Deniz Koyu Remix)
- 2011: Amloop – Caminhando E Cantando (Deniz Koyu Remix)
- 2011: Jean Elan feat. Cosmo Klein – Feel Alive (Deniz Koyu Remix)
- 2011: Michael Canitrot e Ron Carroll – When You Got Love (Deniz Koyu Remix)
- 2011: Flo Rida feat. Akon – Who Dat Girl (Deniz Koyu Remix)
- 2011: James Blunt – Dangerous (Deniz Koyu & Johan Wendel Remix)
- 2011: Kaskade feat. Rebecca & Fiona – Turn It Down (Deniz Koyu Remix)
- 2012: Digitalism – Zdarlight (Fedde Le Grand & Deniz Koyu Remix)
- 2012: David Guetta feat. Taped Rai – Just One Last Time (Deniz Koyu Remix)
- 2012: Fedde Le Grand – So Much Live (Deniz Koyu Remix)
- 2012: Junkie XL feat. Isis Salam – Off The Dancefloor (Deniz Koyu Remix)
- 2012: Zedd feat. Matthew Koma – Spectrum (Deniz Koyu Remix)
- 2012: Miike Snow – Pretender (Deniz Koyu Remix)
- 2013: Krewella – Live For The Night (Danny Avila & Deniz Koyu Remix)
- 2014: Röyskopp feat. Robyn – Do It Again (Deniz Koyu Remix)
- 2015: Eddie Thoneick – Solar (Deniz Koyu Remix)
- 2015: Pep & Rash – Rumors (Deniz Koyu Remix)
- 2015: Nick Martin – Red Lion (Deniz Koyu Remix)
- 2016: Alesso – I Wanna Know (Alesso & Deniz Koyu)
- 2018: Galantis feat. Max – Satisfied (Deniz Koyu & Galantis Remix)
- 2019: Alesso – Time (Alesso & Deniz Koyu Remix)
- 2020: Gryffin feat. Maia Wright – Body Black (Deniz Koyu Remix)
- 2020: Deniz Koyu – Next To You (Club Mix)

#### Come KO:YU
- 2018: Anitta, Mc Zaac, Maejor feat. Tropkillaz & DJ Yuri Martins – Vai Malandra (Alesso & KO:YU)
- 2018: Ralph Felix – No Excuses (KO:YU & Ralph Felix Remix)